# Raquel Revuelta
Raquel Revuelta, actrice cubaine, est née le 14 novembre 1925 à La Havane et décédée le 24 janvier 2004 à La Havane à l'âge de 78 ans.
Elle fut notamment la voix de la narratrice de Soy Cuba de Mikhaïl Kalatozov, sorti en 1964.

## Filmographie
- 1950 : Siete muertes a plazo fijo
- 1954 : Morir para vivir
- 1955 : La Rosa blanca
- 1955 : Fuerza de los humildes
- 1957 : Y si ella volviera
- 1963 : Cuba baila
- 1964 : Soy Cuba
- 1966 : El huésped
- 1968 : Lucía
- 1972 : Un día de noviembre
- 1979 : Aquella larga noche...
- 1982 : Cecilia
- 1985 : Un hombre de éxito (es)